# Humber Sceptre
La Sceptre è una autovettura costruita dal gruppo Rootes con marchio Humber dal 1963 al 1976.

## Il contesto
In totale di questo modello ne furono commercializzate tre serie. Le prime due furono prodotte quando la Humber faceva già parte del gruppo Rootes. Furono immesse sul mercato per essere la versione di categoria superiore della Hillman Super Minx.
La terza serie fu invece prodotta quando la Humber, come tutti i marchi del gruppo Rootes, fu rilevata dalla Chrysler. Costituiva il modello più lussuoso della serie Rootes Arrow, ed era basata sulla Hillman Hunter, anche se ne rappresentava la versione superiore.
La Sceptre fu l'ultima vettura prodotta con il marchio Humber.

## Le prime due serie, la Mark I e la Mark II

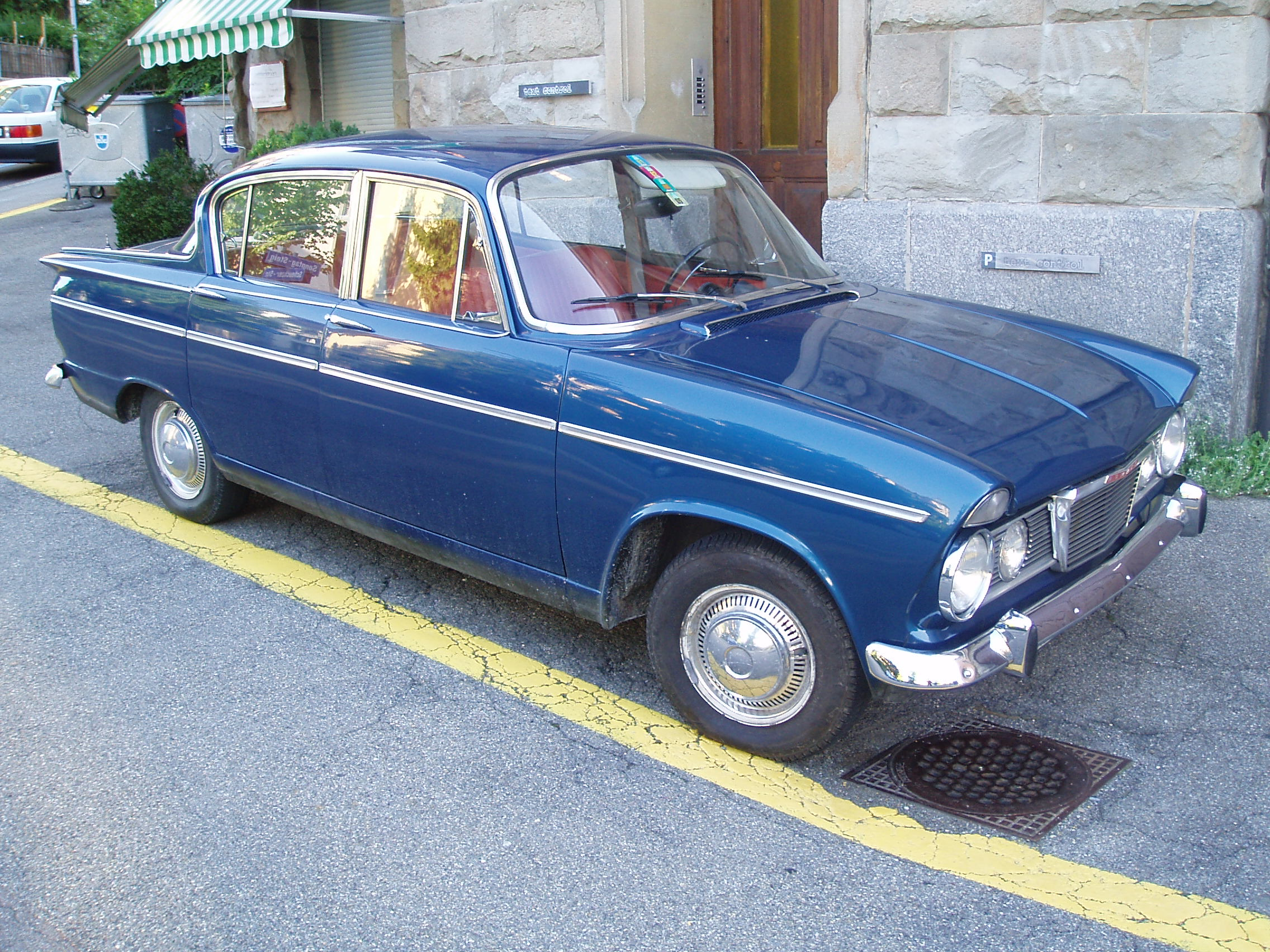
Una Humber Sceptre Mark II

La prima serie, la Mark I, fu prodotta dal 1963 al 1965, ed era una berlina quattro porte e quattro posti. Ne furono realizzati 17.011 esemplari. Anche la seconda serie, la Mark II, aveva le stesse caratteristiche generali, e fu fabbricata dal 1965 al 1967 in 11.985 esemplari.
L'intento del gruppo Rootes era quello di commercializzare una vettura di fascia alta, combinando però prestazioni sportive ed interni lussuosi. Queste serie della Sceptre condividevano il pavimento dell'abitacolo con la Hillman Super Minx.
Oltre a questo, con la Super Minx aveva in comune anche il motore. Per la Mark I era da 1592 cm³ di cilindrata, mentre per la Mark II il propulsore fu ingrandito a 1725 cm³. Il primo aveva un alesaggio ed una corsa che erano rispettivamente di 81,5 mm e 76,2 mm, mentre il secondo di 81,5 mm e 82,55 mm. Entrambi avevano quattro cilindri in linea, valvole in testa e possedevano l'alimentazione assicurata da due carburatori. La Mark II si poteva ottenere  anche col cambio automatico, e raggiungeva una velocità massima di 145 km/h.
Le concorrenti delle Humber Sceptre Mark I e II erano la Ford Corsair, la Rover 2000 ed i modelli contemporanei della Triumph.

## La terza serie, la Mark III

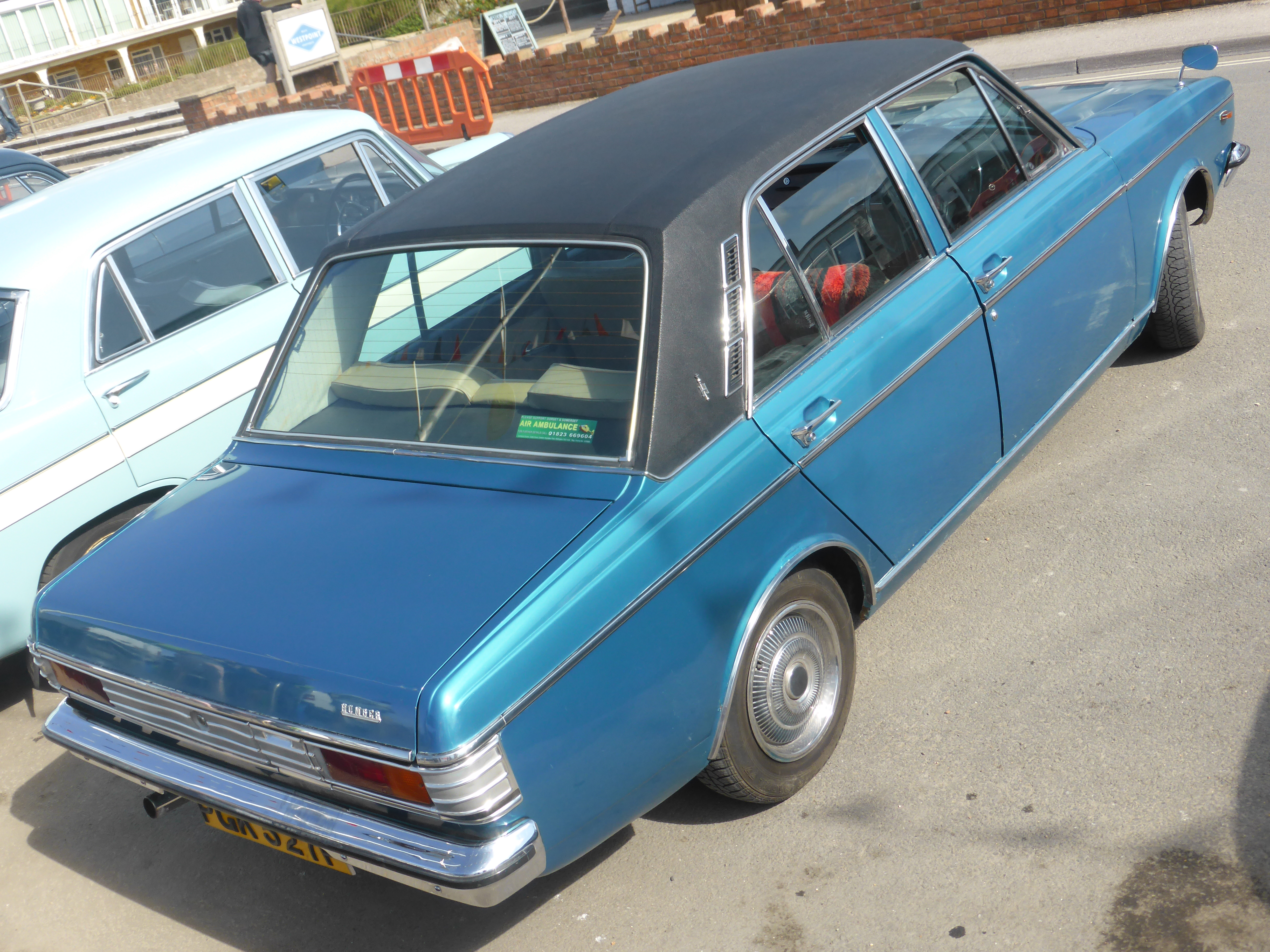
Vista posteriore

Fu prodotta dal 1967 al 1976 in 43.951 esemplari. Come la serie che sostituì, era una berlina quattro porte e quattro posti. Derivava però dalla Hillman Hunter, di cui era il modello di categoria superiore.

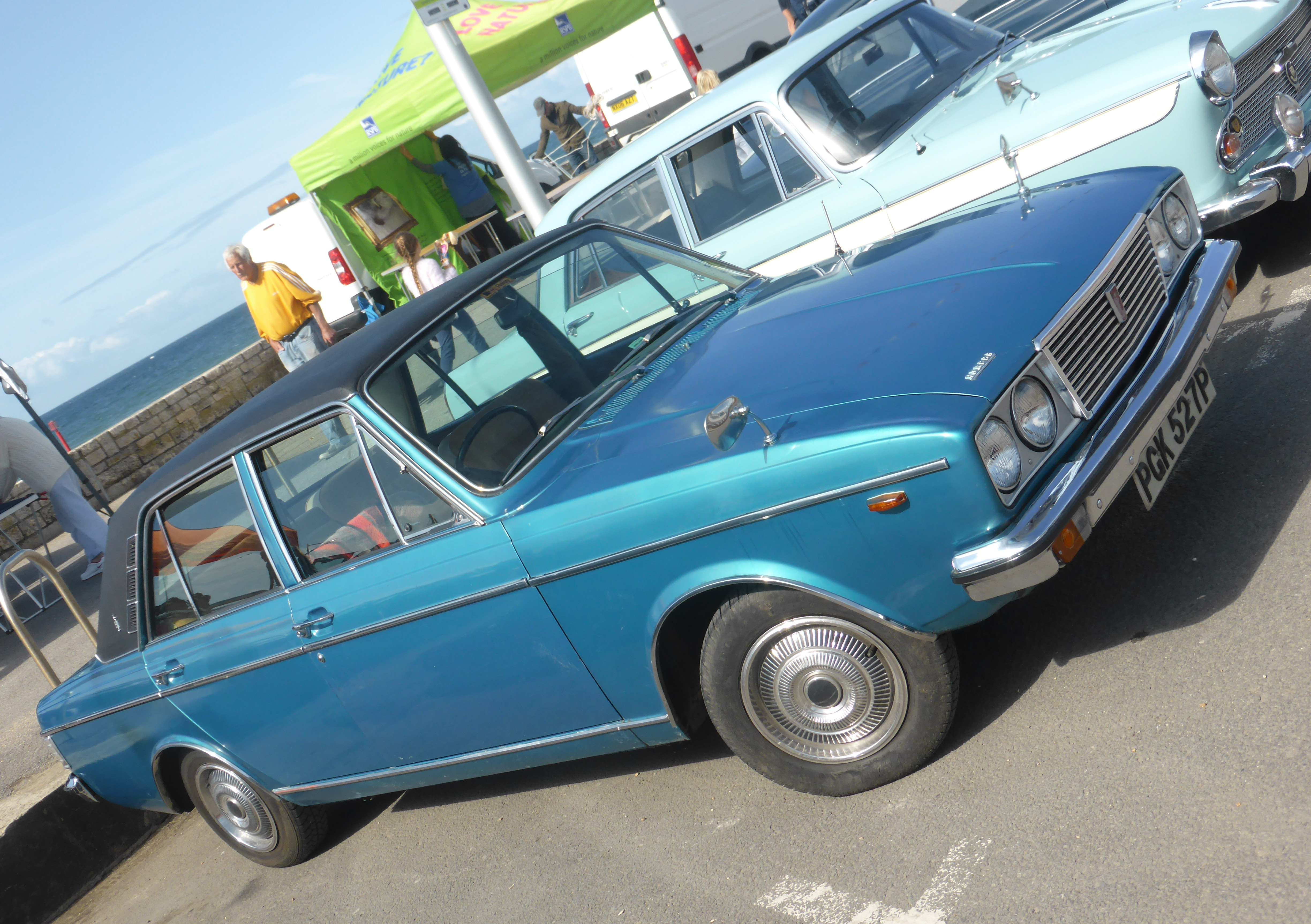
Una Humber Sceptre Mark III del 1976.

Anche la terza serie della Sceptre, la Mark III, era una vettura lussuosa ed era perciò al top della gamma delle Rootes Arrow. Anche questa serie di Sceptre aveva installato il motore da 1725 cm³ di cilindrata con due carburatori della Mark II, e aveva in comune molti componenti con la Hunter.
Altre caratteristiche distintive di questa serie della Sceptre erano i fanali anteriori sdoppiati, che comunque condivideva con le versioni precedenti, la classica calandra cromata (anche se in versione ridotta rispetto a quella del vecchio stile Humber) e doppie luci di retromarcia. Negli interni, la Sceptre aveva installato una bella fascia in radica di noce e confortevoli sedili rivestiti in vinile.